# Université municipale d'Onomichi
L'Université municipale d'Onomichi (尾道市立大学, Onomichi shiritsu daigaku) est une université publique du Japon située dans la ville de Onomichi.